# NGC 320
NGC 320 est une galaxie spirale intermédiaire située dans la constellation de la Baleine. NGC 320 a été découverte par l'astronome américain Francis Leavenworth en 1886.

## Caractéristiques
Sa vitesse par rapport au fond diffus cosmologique est de 5 218 ± 36 km/s, ce qui correspond à une distance de Hubble de 77,0 ± 5,4 Mpc (∼251 millions d'al).